# Pop'n TwinBee (Game Boy)
Pop'n TwinBee, conocido en Japón como TwinBee Da!! (ツインビーだ!! ¡¡Es TwinBee!!?), es un videojuego de género matamarcianos con scroll vertical publicado por Konami para Game Boy en 1990 en Japón y en 1994 en Europa. Es el cuarto título de la serie TwinBee, tras TwinBee 3 para Famicom, siendo además la única entrega de la serie para Game Boy.
Pese al título europeo, la versión japonesa es tres años anterior al lanzamiento de la versión para Super NES de Pop'n TwinBee. Existe una versión coloreada de este juego incluida en el recopilatorio Konami GB Collection Vol. 2 en Japón y Konami GB Collection Vol. 3 en Europa. También se realizó un remake, incluido en TwinBee Portable para PSP.

## Argumento
Los TwinBees, que vivían tranquilamente en la isla Donburi, reciben un desafío de un individuo que se hace llamar Dr. Nikki. "¡Cómo osáis destruir mi creación el Gran Rey Spice, así como Gattlantis y Poko Poko! Esta vez yo seré vuestro oponente. Os estaré esperando en la isla Puka Puka."
El doctor Niki no era otro que el rival de la infancia del doctor Cinnamon. Mientras que Cinnamon decidió usar su inteligencia para el bien común, Nikki se convirtió en un científico loco. Tras leer el desafío, TwinBee y WinBee deciden dirigirse a la isla Puka Puka sin el conocimiento del Dr. Cinnamon, dejando a GwinBee a cargo de la protección del científico. ¿Podrán los TwinBees derrotar al Dr. Nikki?

## Personajes
TwinBee
Nave del jugador 1. Una aeronave azul con una cubierta circular.
WinBee
Nave del jugador 2. Una aeronave roja con dos ventanas con forma de ojos compuestos.
Dr. Nikki
El villano del juego. Es el rival de Cinnamon desde la infancia. Es el creador del Gran Rey Spice, antagonista del TwinBee original. Lleva un parche en el ojo y el pelo peinado hacia atrás.

## Sistema de juego

### Controles
El jugador usa la cruceta para maniobrar la nave, un botón para disparar el cañón antiaéreo y el otro botón para arrojar bombas sobre tierra. Además de destruir los enemigos, el jugador puede descubrir power-ups con forma de campana disparando a las nubes, así como power-ups en tierra destruyendo con las bombas ciertos enemigos. Al disparar a una campana varias veces, esta cambia su color. Si la nave del jugador pierde sus dos brazos, será incapaz de tirar bombas. Cuando eso suceda, aparecerá en pantalla una ambulancia que puede repararlos.

### Power-upsde campana
Gris
Da puntos extra. Cuantas más campanas grises recoja el jugador sin perder ninguna, más puntos recibirá (500, 1000, 2500, 5000 y finalmente 10000 puntos).
Negra
Aumenta la velocidad de la nave en un nivel. La velocidad puede ser mejorada hasta en tres niveles.
Blanca
Mejora el cañón a doble disparo, aumentando la potencia de fuego.
Con dibujos
Crea dos duplicados transparentes de la nave que replican las acciones del jugador, aumentando la potencia de fuego. En la versión de PSP, tiene color verde y genera cuatro réplicas en vez de dos y además pueden replicar también el lanzamiento de bombas.
A rayas
Crea una barerra alrededor del jugador que absorbe los ataques enemigos. De color rojo en la versión para PSP.

## Power-upsen tierra
Estrella
Destruye todos los enemigos aéreos
Frutas
Dan puntos extra.
Botella de leche
Da una vida extra.
Caramelo
Mejora el cañón a un disparo de tres vías (no puede usarse simultáneamente con el doble disparo). Cuando se cogen dos seguidos, aparece una "Miracle Ball" que rebotará por la pantalla impactando contra los enemigos que pille en su camino.

## Fases
El juego está compuesto de seis niveles. El jugador empezar en cualquiera de las cuatro primeras fases seleccionando por cuál quiere comenzar en el menú Set Up. Sin embargo, el jugador debe completar las cuatro fases para acceder a las últimas dos fases.
Fase 1
Jefe: Taiyoh n.º 13
Fase 2
Jefe: Harifuri
Fase 3
Jefe: Kameron
Fase 4
Jefe: La abeja reina gigante y sus cuatro abejas obreras.
Fase 5
Jefe: Un boss rush (sucesión de jefes) del TwinBee original.
Fase final
Jefe: Super Delicious Ultra Cyber Poppo.

## Curiosidades
- El manual de instrucciones ubica los eventos del argumento poco después de lo sucedido en TwinBee 3, dado que se menciona tanto a Gattlantis como a Poko Poko. Sin embargo, el manual de TwinBee Yahoo Deluxe Pack modifica la cronología del juego colocándolo tras el TwinBee original, pero años antes de Moero TwinBee (Stinger).
- El tema principal y el tema del boss rush son versiones arregladas del tema del TwinBee original. El tema de power-up usado en la fase 1 es el mismo del tema de power-up del TwinBee original, mientras que el sonido de power-up de la fase 4 fue originalmente el usado para el power-up en la fase final de Moero TwinBee.

## Versión de PSP
La compilación TwinBee Portable para PSP incluye una versión mejorada de TwinBee Da!! conocida como la "Powered Up Arranged Edition" que incorpora nuevos gráficos a todo color, nueva música de fondo y varias nuevas localizaciones. El remake fue desarrollado por M2 y la música corrió a cargo de Manabu Namiki, quien produjo un arreglo de la banda sonora de la versión de Game Boy emulando el estilo sonoro del hardware Bubble System sobre el que funcionaba el arcade del TwinBee original.
El remake de PSP también presenta las siguientes diferencias respecto a la versión original de Game Boy:
- Es para solo un jugador.
- La opción de selección de fase fue eliminada. Además, también se prescindió de la música de fondo que sonaba durante el modo Set-Up.
- Las campanas de power-up cambian de color en el siguiente orden: amarillo, azul, blanco, verde y rojo.
- De la fase 2 en adelante, el tema principal no suena al inicio de cada fase, sino el tema de power-up de esa fase particular.
- El tema de power-up de la fase 3 de Game Boy fue eliminado y, en su lugar, el que suena es el usado en la fase 5 de Game Boy.
- El fin de la fase 4 enlaza con el área del continente flotante de la fase 5, por tanto la parte del boss rush del nivel 5 ocurre inmediatamente. El jefe final abeja de la fase 4 y la mayor parte de la fase 5 también se pierden. Como resultado, la versión de PSP es una fase más corta que la versión para la Game Boy original.